# Dornier P.174
O Dornier P.174 foi um projecto da Dornier para um hidroavião multi-funções. Alimentado por quatro ou seis motores, poderia assumir missões antinavio, transporte aéreo e reconhecimento aéreo. Similar ao Dornier Do 214, seria alimentado por dois pares de motores Junkers Jumo 223, desempenhando um puxa/empurra. Outra variante do P.174 teria seis motores Daimler Benz DB 603. No final, apesar de ter recebido a designação governamental de Dornier Do 216, o projecto foi cancelado por não haver necessidade de uma frota destes aviões.